# Jean-Marie Gustave Le Clézio
Jean-Marie Gustave Le Clézio, noto come J.M.G. Le Clézio, (Nizza, 13 aprile 1940) è uno scrittore francese e mauriziano, come lui stesso preferisce definirsi.
Conosce molto presto il successo con il primo romanzo, Il verbale (1963). Fino alla metà degli anni settanta le sue pubblicazioni sono influenzate dalle ricerche formali della corrente letteraria del Nouveau Roman. In seguito, ispirato dalle sue origini, dagli incessanti viaggi e dalle culture degli indiani d'America, Le Clézio pubblica dei romanzi che rimandano all'onirismo e al mito (Deserto e Il cercatore d'oro), libri con una dominante più intima, autobiografici o familiari (L'africano). È autore di una quarantina di opere di fantasia (romanzi, fiabe, novelle) e di saggi.
Nel 2008 gli è stato conferito il premio Nobel per la letteratura, in quanto "scrittore di nuove partenze, di avventura poetica, di estasi dei sensi, esploratore di un'umanità al di là e al di sotto della civilizzazione regnante".
Dopo un primo matrimonio nel 1961 con Rosalie Piquemal, con la quale ha avuto la figlia Patricia nello stesso anno, sposa nel 1975 Jémia Jean, originaria del Marocco e madre della seconda figlia Alice. Insieme con la moglie, scrive Sirandanes (una raccolta di indovinelli proverbiali tipici delle isole Mauritius) e Gens des nuages (un diario di viaggio).
J.M.G Le Clézio si dichiara molto vicino all'Islam e in particolare al sufismo.

## Biografia

### Giovinezza
Jean-Marie Gustave Le Clézio è figlio di Raoul Le Clézio e di Simone Le Clézio. Entrambi gli antenati della nonna paterna erano originari di Morbihan, sulla costa meridionale della Bretagna. Durante la rivoluzione francese uno di questi, François Alexis Le Clézio, fuggì dalla Francia e raggiunse l'isola di Mauritius, dove si stabilì con la sua famiglia. Tutti i successivi Le Clézio avrebbero vissuto in quell'isola. Pur non risiedendo stabilmente a Mauritius, J.M.G. Le Clèzio ha dichiarato di considerarsi parte della cultura mauriziana e di lingua francese. Suo padre "inglese" ma di origine bretone, era chirurgo nell'esercito inglese in Africa. La madre era francese.
Inizia a scrivere i suoi primi racconti all'età di 7/8 anni dalla cabina della barca che lo porterà con la madre in Nigeria, dove si ricongiungerà al padre: questi, impegnato come chirurgo nell'esercito inglese durante la seconda guerra mondiale, era rimasto nello stato africano al termine del conflitto. La scrittura e il viaggio diventeranno da allora dei temi ricorrenti. Dirà di sé: "Si je ne voyage plus, je n'écris plus".

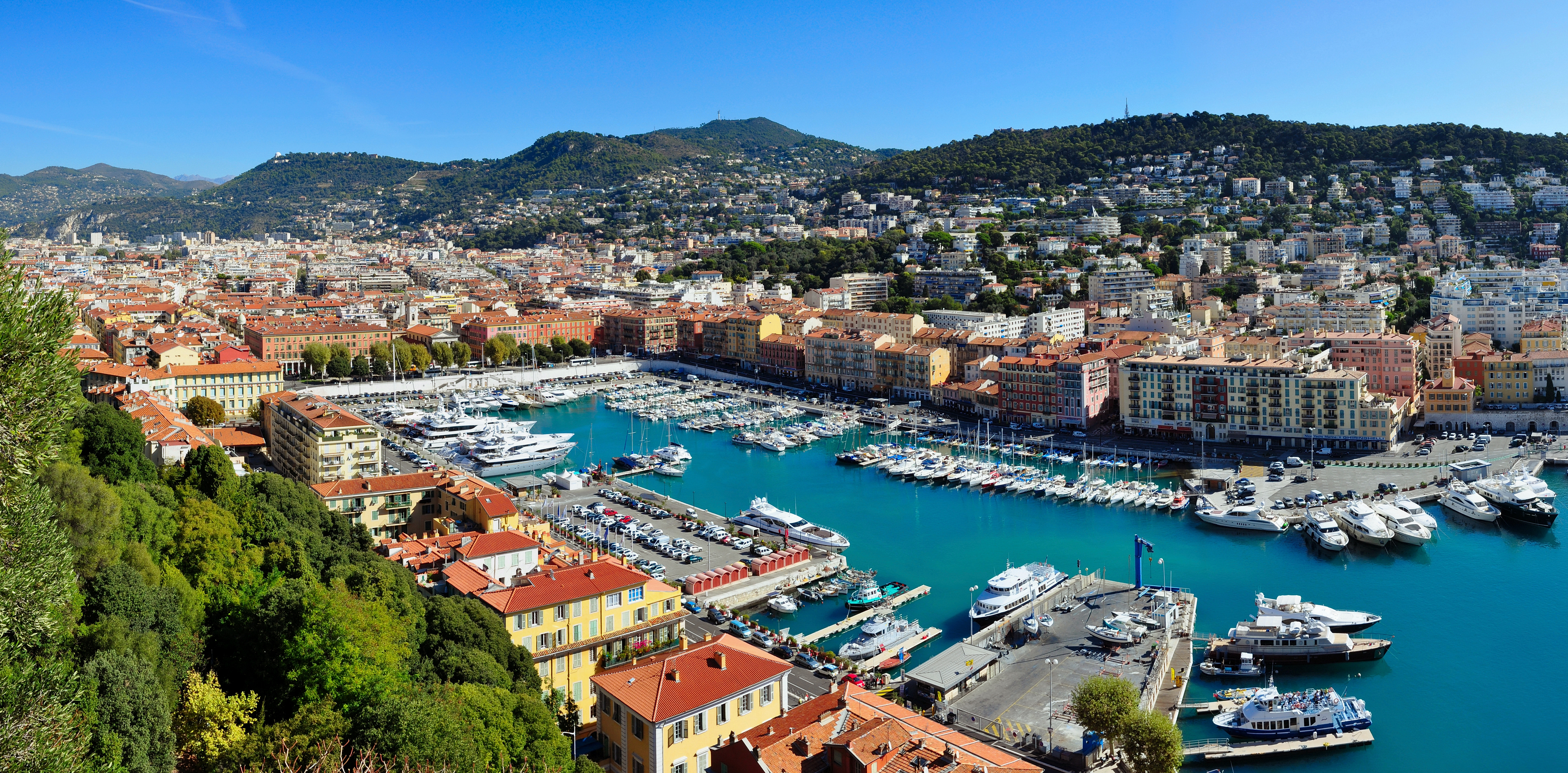
Vista di Nizza dal porto. La città susciterà nello scrittore sentimenti ambivalenti

Tornato a Nizza nel 1949, svolge gli studi prima al Lycée Masséna e poi al collegio universitario letterario, maturando sentimenti ambivalenti per questa città, dove non si sentirà a suo agio. Successivamente, proseguirà gli studi a Bath, a Londra e a Bristol.
Nel 1961, sposa a Londra Marie-Rosalie, e nello stesso anno nasce la figlia Patricia. Nel 1964 si laurea con una tesi su "La solitudine nell'opera di Henri Michaux". Da questo momento, Le Clézio si dedica completamente alla scrittura.

### Prime pubblicazioni e il viaggio in America latina
Diventa famoso all'età di 23 anni per il romanzo Il verbale, edito da Gallimard, con il quale vince nel 1963 il premio Renaudot, mancando per poco il Premio Goncourt.
Nel 1967, svolge il servizio militare come cooperante in Thailandia, paese dal quale viene repentinamente espulso per aver denunciato il "turismo sessuale", violando così il dovere alla riservatezza. Viene quindi inviato in Messico per terminare il servizio di leva, dove partecipa all'organizzazione della biblioteca dell'Istituto francese dell'America latina (IFAL), e comincia a studiare la lingua maya e la lingua nahuatl all'università del Messico. Questi studi lo porteranno poi nello Yucatan. Per quattro anni, dal 1970 al 1974, condivide la vita del gruppo etnico Emberá-Baudó e Wanana a Panama. La scoperta del loro stile di vita, così diverso da quello della società occidentale, costituisce per l'autore un'esperienza emozionalmente sconvolgente.
Nel 1975 si risposa con Jemia, discendente degli Aroussiyine, tribù nomade del sud del Marocco, dalla quale avrà altre due figlie: Alice-Marie Yvonne nel 1977 e Anna nel 1982.
Nel 1977 pubblica una traduzione dei libri di Chilam Balam, opera mitologica maya, lavoro svolto durante la permanenza nello Yucatán. Nel 1983, nel Michoacán (Messico centrale), discute una tesi di storia su questo tema presso l'istituto di studi messicani di Perpignano. Insegnerà in altre università tra le quali quelle di Bangkok, Città del Messico, Boston, Austin e Albuquerque.
Nel 1978 non riesce ad accedere al posto di ricercatore al CNRS.

### Cambiamento di stile
Alla fine degli anni 1970, Le Clézio opera un cambiamento nel suo stile di scrittura e pubblica libri dalla scrittura più serena, in cui i temi dell'infanzia, della minoranza sociale e del viaggio passano in primo piano. Questa nuova modalità seduce il grande pubblico. Nel 1980 è il primo scrittore a ricevere il Grand prix de littérature Paul Morand, conferito dall'Académie française, per l'opera Deserto. Nel 1990, fonda insieme a Jean Grosjean la collana "L’Aube des peuples", editore Gallimard, dedicata all'edizione di testi mistici e epici, tradizionali o antichi.
Nel 1994 un sondaggio pubblicato nella rivista "Lire" lo elegge il "più grande scrittore vivente in lingua francese" davanti a Julien Green.
Negli anni 2000, l'interesse per le culture lontane lo spinge verso la Corea, di cui studia la storia, la mitologia e i riti sciamanici, mentre lavora come visiting professor presso la Ewha Womans University.
Nel marzo 2007 è uno dei quarantaquattro firmatari del manifesto intitolato Pour une littérature-monde en français (per una letteratura-mondo in francese), che invita al riconoscimento di una letteratura di lingua francese che non releghi più gli autori considerati "francofoni" ai margini della società; il manifesto invita inoltre a ritrovare l'immaginario nel romanzo riabilitando la narrazione grazie all'apporto di una generazione di giovani scrittori usciti dall'"era del sospetto". Precedentemente, in un'intervista comparsa nel 2001, Le Clézio aveva lamentato il fatto che "l'istituzione letteraria francese, ereditiera del pensiero considerato universale dagli Enciclopedisti, [aveva] sempre avuto la brutta abitudine di marginalizzare ogni pensiero al di fuori della Francia qualificandolo "esotico"». Lui stesso si definisce uno scrittore "francese, quindi francofono" e considera la letteratura romanzesca come "un buon mezzo per comprendere il mondo attuale".

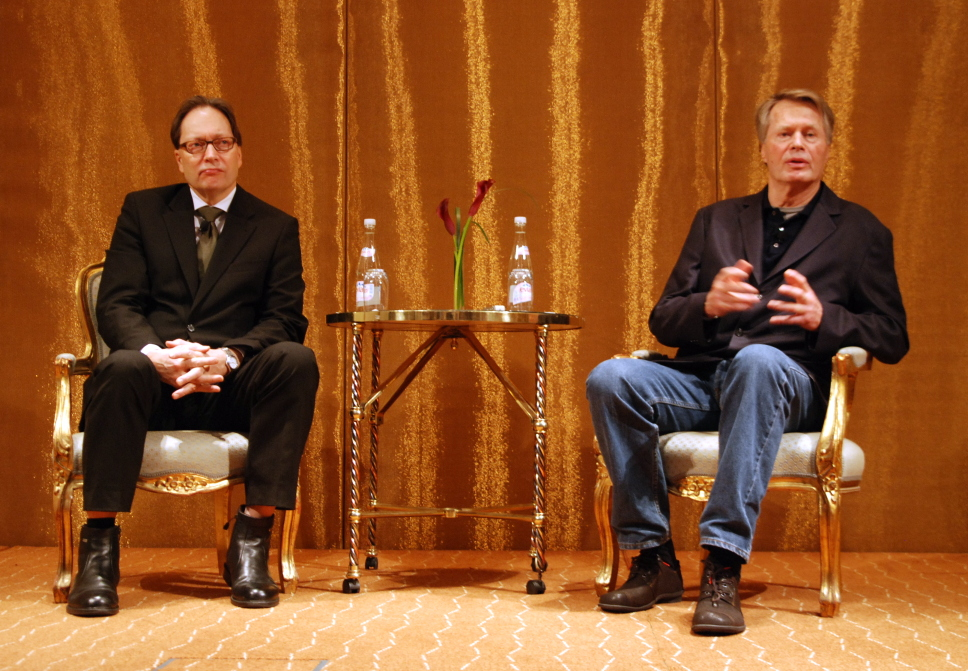
F.William Engdahl e J.M.G. Le Clézio durante un'intervista a Stoccolma nel 2008.

### Il premio Nobel per la letteratura
Nell'ottobre 2008, anno in cui in Italia viene pubblicato per Instar libri Il continente invisibile (titolo originale: Raga: approche du continent invisible, uscito in Francia nel 2006), l'autore vince il premio Nobel per la letteratura. Nel discorso tenutosi alla consegna del premio, Le Clézio afferma che tra tutte le circostanze che l'hanno portato a iniziare a scrivere, quella determinante è stata la guerra: non quella richiamante i campi di battaglia, ma la guerra dei civili e dei bambini. La prima reazione dell'autore alla consegna del premio è stata quella di affermare che l'onorificenza non cambierà il suo stile di scrittura.
Nel 2010 gli è stato attribuito l'ordine dell'Aquila azteca in quanto "esperto delle popolazioni messicane antiche". Il presidente Felipe Caldéron descrive in questa occasione lo scrittore francese "un premio Nobel francese molto messicanizzato, e se posso permettermi, molto michoacanizzato".
Per molto tempo, Le Clézio viaggia in diversi paesi del mondo, ma vive principalmente a Albuquerque e in Francia, a Nizza e a Parigi. Ha pubblicato una quarantina di libri: fiabe, romanzi, saggi, novelle, due traduzioni di mitologia indiana, oltre a innumerevoli prefazioni e articoli e a qualche contributo a opere collettive.
Nel 2011 è il «grande invitato» al museo del Louvre. Pone un nuovo sguardo alle collezioni del museo attraverso il tema "i musei sono mondi" associato a una programmazione pluridisciplinare: esposizioni, conferenze, concerti, cinema, teatro. Porta alla ribalta artisti e autori poco noti come Georges Lavaudant, Dany Laferrière, Camille Henrot, Dupuy e Berberian, Souleymane Cissé, Danyèl Waro, Jean-François Zygel.
Nel novembre 2013 diventa docente all'Università di Nanchino.

### Le Clézio nel sociale
L'autore è attivo nella difesa dell'ambiente (in particolare contro il massacro delle balene grigie e i test nucleari), nelle battaglie per le libertà civili e nelle azioni a favore delle popolazioni oppresse.
Nel 2009 scrive su Le Monde una lettera aperta al presidente Barack Obama per attirare la sua attenzione sull'espulsione degli abitanti delle isole Chagos a causa dell'installazione di una base militare americana a Diego Garcia.
Nel settembre del 2012 interviene in risposta alle polemiche sollevate dal saggio Langue fantôme, suivi de Éloge littéraire d'Anders Breivik di Richard Millet definendo il testo "elucubrazione lugubre" e "ripugnante". Richard Millet, dal canto suo, considera J.M.G. Le Clézio un esempio di "postletteratura" denunciando il suo stile stupido e ingenuo. Millet critica inoltre la visione del mondo lécleziana in quanto manichea, trovando i suoi romanzi privi di competenza narrativa.

### Premi e riconoscimenti

#### Premi
- 1963: premio Renaudot per Il verbale;
- 1972: premio Valery-Larbaud (ex æquo con Frida Weissman);
- 1980: Grand Prix de littérature Paul Morand dell'Académie française, per tutte le sue opere, in occasione dell'uscita di Deserto;[27]
- 1992: premio internazionale unione latina delle letterature romanze;
- 1996: premio dei telespettatori di France Télévisions, per La Quarantaine;
- 1997: gran premio Jean-Giono, per tutte le sue opere;
- 1998: premio Price-Pierre-de-Monaco, per tutte le sue opere, in occasione dell'uscita di Poisson d'or;
- 2008: premio Stig Dagerman, per tutte le sue opere, in occasione dell'uscita svedese de il continente invisibile;
- 2008: premio Nobel per la letteratura, per tutte le sue opere;

#### Riconoscimenti
- 14 settembre 2010: il ministro degli esteri messicani gli conferisce L'Aquila azteca
- L'asteroide 19132 Le Clézio viene chiamato a suo nome in suo onore

## Opere letterarie

### Ricerca formalista dei primi anni
Nella sua opera si possono distinguere abbastanza nettamente due periodi. Nel primo periodo, dal 1963 al 1975, i romanzi e i saggi di Le Clézio esplorano i temi della follia, del linguaggio, della scrittura, con la volontà di esplorare le possibilità offerte dalla ricerca formalista del Nouveau Roman. Nelle sue prime opere (Il verbale, la fièvre, le déluge), il giovane scrittore si avvicina in particolare a Georges Perec, Michel Butor e Nathalie Sarraute. I temi trattati - il dolore, l'angoscia, la salute mentale, la sofferenza psicologica nell'ambiente urbano - fanno di lui l'erede dei problemi e delle denunce esistenzialiste, nonché l'erede di Albert Camus, in quanto Il verbale richiama irresistibilmente Lo straniero, sebbene evochi ugualmente Nexus di Henry Miller. Le Clézio si conquistò allora l'immagine di scrittore innovatore e ribelle che gli procurò l'ammirazione di Michel Foucault e Gilles Deleuze.

### Influenze dei viaggi e l'esplorazione culturale
Dalla fine degli anni 1960, nel suo secondo periodo, Le Clézio compie un cambiamento nel suo stile e pubblica opere più personali, meno marcate dal formalismo, senza perdere il carattere di ribellione. Le sue pubblicazioni sono dominate dall'esplorazione dell'altrove e da preoccupazioni ecologiche (Terra Amata, Le fughe, La Guerre), sempre più influenzate dai viaggi dell'autore e dal soggiorno presso gli indiani del Messico (I giganti). I saggi di Le Clézio mettono in luce il suo cammino meditativo nutrito dalla cultura degli indiani Embera, diretto verso il panteismo (Estasi e materia), la cultura indiana, l'onirismo, l'esperienza delle droghe e in particolare degli psichedelici (Mydriase, Haï) sulla scia del suo maestro Henri Michaux, e la ricerca perenne di una scappatoia dalla società occidentale e urbana contemporanea.
La riflessione culturale di Le Clézio si estende inoltre verso altri autori: cita tra le sue letture i poeti John Keats e W.H. Auden. Ammette soprattutto l'influenza di J.D. Salinger, che rilegge spesso, di William Faulkner e di Ernest Hemingway. L'influenza di queste nuove letture si può constatare nel confronto tra individuo e società, nel lirismo sempre più evidente e nell'influenza del monologo interiore, del "flusso di coscienza". Ulteriore influenza può trovare riscontro nella marcia dello scrittore viaggiatore, in quanto Le Clézio basa le sue opere sulla sua esperienza di viaggiatore. Si mostra ugualmente influenzato dal misticismo di Lautréamont, sul quale scrive una tesi, numerosi articoli e prefazioni; da certe idee di Henri Michaux (ostilità verso la società, uso di droghe per espandere la consapevolezza), al quale dedica una tesi di studio; o ancora dalla rivoluzione spirituale totale di Antonin Artaud che saluta come precursore di "questo sogno di una nuova terra dove tutto è possibile; (...) di un ritorno alle origini della scienza e del sapere; (...) questo sogno, mescolato di violenza e misticismo". Infine, Le Clézio si rivela un insaziabile lettore, appassionato dalla scoperta di nuovi orizzonti, come mostra redigendo prefazioni per autori di origini diverse: Margaret Mitchell, Lao She, Thomas Mofolo, V.S. Naipaul e altri ancora.
Questa evoluzione si riscontra anche negli approfondimenti che le sue opere di narrativa dedicano ai temi del viaggio, dell'onirismo e della meditazione, che trovano un'eco favorevole presso il pubblico a partire da Mondo et autres histoires (1978) e Deserto (1980). Le Clézio è da qui definito "inclassificabile" data la molteplicità dei temi affrontati. Inoltre, nei romanzi Il cercatore d'oro, Onitsha e Poisson d'or prosegue l'esplorazione del tema de «l'autre côté», l'altra parte, ovvero il lato nascosto delle cose, quello che si scopre solo scavando nel profondo.

### Il desiderio di contestazione e di ribellione
La contestazione è un carattere permanente dell'opera di Le Clézio. Dopo la denuncia della società urbana e della sua brutalità nelle prime opere, nei romanzi successivi la critica si estende più in generale a tutto il mondo occidentale. Nutrito dall'esperienza personale, Le Clézio denuncia la "guerra" cinica del mondo mercantile (La Guerre), lo scandalo dello sfruttamento minorile (Hasard) e quello delle culture minoritarie. A partire dalla fine degli anni 1980 sostiene l'ONG Survival International di cui diventa membro del comitato d'onore.
Le preoccupazioni riguardanti l'ambiente e l'inquinamento appaiono ricorrentemente in Le Clézio, descritto dall'accademia svedese come "uno scrittore ecologista impegnato". Sono presenti già a partire dagli anni 1960-1970, riscontrabili nelle opere Terra Amata, Le fughe, La Guerre, I giganti.
La ribellione compare sensibilmente nei romanzi più celebri degli anni 1980: odio dell'imperialismo coloniale (Deserto) e del sistema che ne deriva (Onitsha), rifiuto della guerra distruttrice (la prima guerra mondiale in Il cercatore d'oro, guerra del Biafra in Onitsha) e delle nuove forme di sfruttamento (prostituzione, traffici umani, in Deserto). Negli anni 2000 i toni si fanno più amari e critici nei confronti dell'evoluzione occidentale moderna. Ne sono un esempio il romanzo Ourania (2005), storia di un rifiuto categorico del mondo moderno da parte di un gruppo di ricercatori in una sperduta vallata messicana, e Il continente invisibile (2006), ardente difesa dei popoli insulari dell'Oceania, minacciati dalla globalizzazione.

### Il tema famigliare e l'autobiografia
Alla metà degli anni 1980, Le Clézio comincia a portare al centro delle sue opere temi più personali, in particolare attraverso l'evocazione della famiglia. Le trame e i personaggi si ispirano ai suoi parenti. Alexis, il narratore de Il cercatore d'oro (1985), è ispirato a Léon, il nonno dell'autore, al quale il romanzo è dedicato. La stessa figura ritorna nel racconto A Rodrigues con Le Clézio. Questa tendenza si rinforza con Onitsha (1991), omaggio all'Africa dell'infanzia di Le Clézio. Léon torna al centro dell'opera con La Quarantaine (1995). La propensione autobiografica è esplicitamente assunta in Révolutions (2003). La figura del padre viene celebrata in L'Africano (2004), mentre il personaggio di Ethel Brun de Il ritornello della fame viene ispirato alla madre.

### Accoglienza della critica e del pubblico
Anche se Le Clézio conosce un certo successo fin dalle prime opere (Premio Renaudot 1963), è a partire da Mondo et autres histoires e da Deserto (1980) che incontra il vero successo di pubblico. Nel 1994 i lettori della rivista Lire lo designano «il più grande scrittore francofono vivente», preferendolo a Natalie Sarraute, Claude Simon, Françoise Sagan, Michel Tournier e a Julien Gracq.
Le Clézio è uno degli autori di lingua francese più tradotti al mondo (tedesco, inglese, catalano, cinese, coreano, danese, spagnolo, greco, italiano, giapponese, olandese, portoghese, russo, svedese, turco.
Dopo il premio Nobel per la letteratura vinto nel 2008, una rivista internazionale pubblicata da Éditions Complicités a Parigi, Les Cahiers Le Clézio, pubblica ogni anno un numero a tema che raggruppa articoli critici firmati da specialisti dell'opera. Dal 2015, la rivista è pubblicata da Éditions Passage(s). I primi numeri della rivista trattano i temi seguenti:
- A proposito di Nizza (2008)
- Fiabe, novelle e romanzi (2009)
- Migrazione e meticciamento (2011, numero doppio)
- La tentazione poetica (2012)
- Voci di donne (2013)
- Il gusto delle lingue, le lingue all'opera (2014)
- La filosofia (2015)
- La violenza nelle prime opere (2016)
- Abitare la terra (2017)
- Romanzesco, romanze (2018)
- Corpi (2019)

## Opere

### Romanzi, novelle e racconti
- Le procès-verbal (romanzo), Gallimard, «Le Chemin», Parigi, 1963, 250 p., (Premio Renaudot); trad. F. Belvasio, S. Baroni, Il verbale, :duepunti edizioni,«Terrain Vague», Palermo, 2005. (ISBN 978-88-06-03020-9)
- Le jour où Beaumont fit connaissance avec sa douleur (novella), Mercure de France, L'écharpe d'Iris, Parigi, 1964, 51 p.
- La Fièvre (novelle), Gallimard, «Le Chemin», Parigi, 1965, 237 p.
- Le Déluge (romanzo), Gallimard, «Le Chemin», Parigi, 1966, 288 p.
- Terra Amata (romanzo), Gallimard, «Le Chemin», Parigi, 1967, 248 p.; trad. A. Giacomini, Terra Amata, Rizzoli, Milano, 1969. (ISBN 978-963-254-215-7)
- Le Livre des fuites (romanzo), Gallimard, «Le Chemin», Parigi, 1969, 290 p.; trad. G.Bogliolo, Le fughe: romanzo d'avventure, Rizzoli, Milano, 1971.
- La Guerre (romanzo), Gallimard, «Le Chemin», Parigi, 1970, 295 p.
- Les Géants (romanzo), Gallimard, «Le Chemin», Parigi, 1973, 320 p.
- Voyages de l'autre côté (novelle), Gallimard, «Le Chemin » , Parigi, 1975, 308 p.
- Mondo et autres histoires (fiabe), Gallimard, Parigi, 1978, 278 p.
- Désert (romanzo), Gallimard, «Le Chemin», Parigi, 1980, 410 p. (grand premio di letteratura Paul-Morand de l'Académie française); trad. D. Selvatico Estense, Deserto, Rizzoli, Milano, 1985. (ISBN 978-88-17-03074-8)
- La Ronde et autres faits divers (novelle), Gallimard, «Le Chemin», Parigi, 1982, 235 p.
- Le Chercheur d'or (romanzo), Gallimard, Parigi, 1985, 332 p.; trad. D. Selvatico Estense, Il cercatore d'oro, Rizzoli, Milano, 1990. (ISBN 978-88-17-03250-6)
- Voyage à Rodrigues (romanzo), Gallimard, «Le Chemin», Parigi, 1986, 146 p.
- Printemps et autres saisons (romanzo), Gallimard, «Le Chemin», Parigi, 1989, 203 p.
- Onitsha (romanzo), Gallimard, Parigi, 1991, 250 p.; trad. R. Petri, Onitsha, Rizzoli, Milano, 1992. (ISBN 978-88-17-03073-1)
- Étoile errante (romanzo), Gallimard, Parigi, 1992, 339 p.; trad. E. Assetta, Stella errante, Il Saggiatore, Milano, 2000.
- Pawana (romanzo), Gallimard, Parigi, 1992, 54 p.
- La Quarantaine (romanzo), Gallimard, Parigi, 1995, 464 p.
- Poisson d'or (romanzo), Gallimard, Parigi, 1996, 255 p.; trad. M. Caviglione, Le due vite di Laila, Il Saggiatore, Milano, 1999.
- Hasard (romanzo), Gallimard, Parigi, 1999, 290 p.
- Cœur Brûle et autres romances (novelle), Gallimard, Parigi, 2000, 187 p.
- Révolutions (romanzo), Gallimard, Parigi, 2003, 554 p.
- L'Africain, omaggio a suo padre (racconto), Mercure de France, «Traits et portraits», Parigi, 2004, 103 p.; trad. M. Balmelli, L'africano, Instar libri, Torino, 2007.
- Ourania (romanzo), Gallimard, «Collection Blanche», Parigi, 2006, 297 p.
- Ritournelle de la faim (romanzo), Gallimard, «Collection Blanche», Parigi, 2008, 206 p.; trad. M. Balmelli, Il ritornello della fame, Rizzoli, Milano, 2009.
- Histoire du pied et autres fantaisies (novelle), Gallimard, Parigi, 2011, 352 p.
- Tempête: deux novellas (novelle), Gallimard, Parigi, 2014, 240 p.
- Avers (racconti), Gallimard, Parigi, 2023, 224 p.

### Saggi e Pensieri
- L'Extase matérielle (saggio), Gallimard, «Le Chemin », Parigi, 1967, 229 p.; trad. M. Binazzi, M. Maglia, Estasi e materia, Rizzoli, Milano, 1969.
- Haï (saggio), Skira, «Les Sentiers de la création », Ginevra, 1971, 170 p.
- Mydriase (poesie), illustrations de Vladimir Veličković, Fata Morgana, St-Clément-la-Rivière, 1973; edizione definitiva 1993, 62 p. (ISBN 2-85194-071-6)
- Vers les icebergs (poema), Fata Morgana, «Explorations», Montpellier, 1978, 52 p. (contiene il testo Iniji di Henri Michaux); trad. S. Nocciolini, Verso gli icebergs, il cavaliere azzurro, Bologna, 1985.
- L'Inconnu sur la Terre (saggio), Gallimard, «Le Chemin» , Parigi, 1978, 325 p.
- Trois villes saintes (saggio), Gallimard, Parigi, 1980, 81 p.
  - Edizione di bibliofilia: Chancah (prima città di Trois villes saintes), litografie di Tony Soulié, Les Bibliophiles de France, 2012.
- Civilisations amérindiennes (saggio), Arléa, Parigi, 1981.
- Le rêve mexicain ou la pensée interrompue, Gallimard, «NRF Essais», Parigi, 1988, 248 p.; trad. E. Baggi Regard, Il sogno messicano, Serra e Riva, Milano, 1990.
- Diego et Frida (racconto biografico di Diego Rivera e Frida Kahlo), Stock, « Échanges », Parigi, 1993, 237 p.; trad. A. Marchi, Diego e Frida, Il Saggiatore, Milano, 1997.
- Ailleurs, entretiens avec Jean-Louis Ezie (saggio), Arléa, 1995, 124 p.
- La Fête chantée (saggio), Gallimard, «Le Promeneur», 1997, 256 p.
- Gens des nuages (racconto di viaggi) con Jémia Le Clézio, fotografie di Bruno Barbey Stock, «Beaux livres», 1997.
- Raga. Approche du continent invisible (saggio), Le Seuil, «Peuples de l'eau», Parigi, 2006, 135 p.; trad. L. Fasano et al., Il continente invisibile, Instar libri, Torino, 2008.
- Ballaciner (saggio), Gallimard, 2007.

### Edizione di testi
- Les Prophéties du Chilam Balam, traduzione e presentazione di J.M.G. Le Clézio, Gallimard, «Le Chemin», Parigi, 1976, 201 p.
- Relation de Michoacan, traduzione e presentazione di J. M. G. Le Clézio, Gallimard, «Tradition», Parigi, 1984, 315 p.
- Sirandanes (con Jémia Le Clézio) raccolta di indovinelli poetici, Seghers, 1990, 93 p.

### Libri per la gioventù
- Voyage au pays des arbres, illustrato da Henri Galeron, Gallimard, «Enfantimages», Parigi, 1978, 27 p.
- Lullaby, illustrato da Georges Lemoine, Gallimard, 1980.
- Celui qui n'avait jamais vu la mer, seguito da La Montagne ou le dieu vivant, Gallimard, Parigi, 1982.
- Ville Aurore, seguito da Orlamonde, Gallimard, Parigi, 1985.
- La Grande Vie, seguito da Peuple du ciel, Gallimard, Parigi, 1990.

### Discorsi e conferenze
- Dans la forêt des paradoxes, discorso di assegnazione del premio Nobel per la letteratura, 2008.

### Articoli
- Jean-Marie Gustave Le Clézio, «Les îlois de Chagos contre le Royame-Uni, suite et fin?», Libération, n°9 953, 15 maggio 2013.
- Jean-Marie Gustave Le Clézio, «Lettre à ma fille, au lendemain du 11 janvier 2015», Le Monde des livres, 14 gennaio 2015.

### Prefazioni
- «La Dame aux abeilles», prefazione del racconto di Sue Hubbell Une année à la campagne, Gallimard, 1988, riedizione poche Folio n°2605.